# CrossCut Records
CrossCut Records ist ein deutsches Plattenlabel, das sich auf die Veröffentlichung von Bluesalben spezialisiert hat.

## Label-Geschichte
Gegründet wurde CrossCut Records im Herbst 1981 von dem Bremer Bluesfan Detlev Hoegen, der unter demselben Namen bereits kurz zuvor einen Mailorder-Versand für Blues und Bluesverwandtes ins Leben gerufen hatte. Dieser Versand firmiert seit 2004 unter dem Dach von Bear Family Records.
Die erste Veröffentlichung auf CrossCut Records war das Reissue der Papa-George-Lightfoot-LP Natchez Trace. Für das Freddie-King-Album Rockin’ The Blues mit bis dato unveröffentlichten Liveaufnahmen aus den Archiven von Radio Bremen wurde CrossCut 1984 von der Blues Foundation in Memphis mit einem Annual Blues Award in der Kategorie Contemporary Blues Album (Foreign) ausgezeichnet. Als erste eigene Produktion entstand 1984 die LP Introducing The International Blues Duo des US-Saxofonisten Gary Wiggins und des deutschen Pianisten Christian Rannenberg. 1985 erschien Robert Crays Hightone-Album False Accusations in einer Lizenzausgabe für Deutschland, Österreich und die Schweiz auf CrossCut. Im selben Jahr veröffentlichte man die CrossCut-Produktion Mellow Dee von Charlie Musselwhite.
In der Reihe In The House präsentierte CrossCut seit 1998 unter anderem Liveaufnahmen von Bob Stroger, Little Al Thomas, Roy Gaines sowie Carl Weathersby vom Lucerne Blues Festival. 2010 wurde CrossCut Records von der Blues Foundation  mit einem Keeping the Blues Alive Award in der Kategorie Record Label ausgezeichnet.

## Auszeichnungen
- 1984: Annual Blues Award für das Freddie-King-Album Rockin’ The Blues
- 2010: Keeping the Blues Alive Award in der Kategorie Record Label

## Aktuelle Veröffentlichungen
- Bonita & The Blues Shacks: Bonita & The Blues Shacks (2015)
- Josh Smith: Over Your Head (2015)
- B. B. & The Blues Shacks: Businessmen (2014)
- Chuck Leavell: Back to the Woods (2013)
- B. B. & The Blues Shacks: Come Along (2012)
- Josh Smith: Don't Give Up on Me (2012)
- JW-Jones: Seventh Hour (2012)
- Colin Linden: Still Live (2012) – PdSK-Bestenliste 3/2012[1]

## CrossCut-Künstler
- Andreas Arlt
- B.B. & The Blues Shacks
- Eddie Boyd
- Chris Cain
- John Campbell
- Bill Carter
- William Clarke
- Otis Clay
- Cobras
- Albert Collins
- Robert Cray Band
- Jimmy DeBerry & Walter Horton
- Doug Jay & The Blue Jays
- Down Home Super Trio
- Champion Jack Dupree
- Paul Durkett
- Ronnie Earl & The Broadcasters
- Rick Estrin
- Terry Evans
- Philipp Fankhauser
- Billy C. Farlow
- Ford Blues Band
- Charles Ford Band
- Mark Ford
- Robben Ford
- Burton Gaar
- Roy Gaines
- Memo Gonzalez & The Bluescasters
- Dave Goodman
- Guitar Jr. aka Lonnie Brooks
- Have Mercy
- Johnny Heartsman
- Hollywood Fats Band
- Mark Hummel
- International Blues Duo
- Johnny Jones & Charles Walker
- Andy Just
- JW-Jones Blues Band
- John Kay
- Freddie King
- Chuck Leavell
- Papa George Lightfoot
- Colin Linden
- Lynwood Slim & Junior Watson
- Magic Slim
- Lee McBee
- Mighty Sam McClain
- Floyd McDaniels
- R.J. Mischo
- Mississippi Heat
- John Mooney
- Charlie Musselwhite
- Nighthawks
- Michael Osborn
- Christian Rannenberg
- Sherman Robertson
- Roy Rogers
- Jimmy Rogers
- Tom Shaka
- Ralph Shine
- Hank Shizzoe
- George 'Harmonica' Smith
- Josh Smith
- Little Smokey Smothers
- Otis Spann
- Dave Specter & The Bluebirds
- Bob Stroger
- Little Al Thomas
- Vee Jays
- Velvetone
- Carl Weathersby
- Garth Webber
- Webber & Ford
- Dave Wellhausen
- "Detroit" Gary Wiggins
- Sharrie Williams
- Jimmy Witherspoon